# کاتسوماسا اوچیدا
کاتسوماسا اوچیدا (انگلیسی: Katsumasa Uchida; ۱۹ سپتامبر ۱۹۴۴ – ۳۱ ژانویهٔ ۲۰۲۰) بازیگر اهل ژاپن بود.